# Maléfica (película)
Maléfica (titulada Maleficent en inglés) es una película estadounidense de fantasía basada en la malvada bruja y hada antagonista de la película de 1959 La bella durmiente, y está basada en el cuento de hadas homónimo de Charles Perrault y de los Hermanos Grimm. Está dirigida por Robert Stromberg y protagonizada por Angelina Jolie, Elle Fanning, Sharlto Copley, Sam Riley, Lesley Manville, Kenneth Cranham, Hannah New, Brenton Thwaites, Imelda Staunton y Juno Temple. Su filmación comenzó el día 18 de junio de 2012. Y su estreno en cines fue el día 30 de mayo de 2014.

## Argumento
Maléfica (Angelina Jolie) es un hada joven y bella con unas enormes alas de águila que vive en el Páramo, un reino fantástico dentro de un inmenso y gran bosque muy cercano a un reino humano. De niña, conoció y rápidamente se hizo amiga de un joven campesino llamado Stefan (Sharlto Copley), que vivía en la pobreza, con un establo como su casa, y que soñaba con vivir en el castillo del reino de los humanos algún día. Al igual que Maléfica, él también perdió a sus padres. A medida que crecieron, ambos se enamoraron, e incluso culminaron con un beso de amor verdadero a los 16 años. Luego, terminaron alejándose debido a la progresiva y desmedida ambición de Stefan. Debido a esto, con el paso del tiempo, él deja de visitarla, dando fin a la relación.
Un día, Henry (Kenneth Cranham), el entonces rey del castillo decide conquistar las Ciénagas, pero Maléfica se alza como feroz protectora de su hogar y junto a su ejército termina derrotándolo. El Rey Henry, vencido y humillado, enferma y decide recompensar con la mano de su única hija, la Princesa Flor (Hannah New), y también con el trono a cualquiera que logre asesinar a Maléfica. Ante tan tentadora propuesta, Stefan vuelve al Páramo y le advierte a Maléfica de la amenaza del Rey Henry; ambos pasan el tiempo juntos como lo hacían antes y durante su conversación, Stefan le da a beber un somnífero a Maléfica y se queda dormida. Stefan intenta matarla, pero por alguna razón (probablemente por los escasos recuerdos de lo que alguna vez fue su amor hacia ella) no es capaz de hacerlo, por lo que en su lugar, le corta sus alas y se las quita con hierro (sustancia letal para las hadas) y se las presenta al Rey Henry moribundo como prueba de que la ha asesinado. El Rey Henry, muy agradecido por esto, le concede a Stefan el regalo de convertirse en el nuevo rey casándose con su única hija, la Princesa Flor. Con el corazón hecho pedazos por la traición de Stefan, además de la pérdida de sus alas, Maléfica comienza la construcción de un reino oscuro en las Ciénagas y se convierte en una bruja pérfida, siniestra y malvada. Ella toma a un cuervo, Diaval (Sam Riley), como su único compañero y confidente, para que sea sus alas y vigile el reino; a menudo suele transformarlo en hombre y otros animales cuando lo necesita.
Un día, Diaval le informa a Maléfica que el Rey Stefan y la Reina Flor celebrarán el bautizo de su hija recién nacida, la Princesa Aurora (Elle Fanning), En venganza por la traición de Stefan, Maléfica llega sin invitación y luego de darle un don especial inmediatamente maldice a la bebé Aurora para que duerma eternamente, lo que tendrá efecto en su 16°cumpleaños, tras pincharse el dedo con el huso de una rueca antes de que se ponga el sol. Sin embargo, en un acto de misericordia ante la niña inocente, le da un antídoto a la maldición: un beso de amor verdadero. Stefan, cada vez más paranoico de Maléfica y su venganza, quema todas las ruecas del reino y las coloca bajo llave en las mazmorras del sótano de su castillo. Para su seguridad envía a Aurora a vivir con tres hadas buenas, Knotwang (Imelda Staunton),  Thistlewit (Juno Temple) y Flittle (Lesley Manville) en una cabaña en un claro del bosque, hasta el día después de su cumpleaños. Mientras tanto, en el castillo la paranoia y el odio del Rey Stefan hacia Maléfica aumentan con cada año que pasa e incluso se niega a ver su propia esposa moribunda, la Reina Flor, en su lecho de muerte.
A pesar del odio inicial hacia Aurora, Maléfica comienza a cuidar de ella a escondidas cuando las hadas no lo hacen. Cuando Aurora cumple quince años, finalmente se pone en contacto directo con Maléfica, creyendo que es su hada madrina ya que se acordaba de las veces que vio su sombra siendo más pequeña. Al darse cuenta de que le tomó cariño a la princesa, Maléfica intenta revocar la maldición pero la magia se lo impide. En el día de su decimosexto cumpleaños, Aurora decide que quiere vivir con Maléfica en el Páramo, a lo que ella acepta, con la esperanza de que eso evite la maldición. Sin embargo, en una conversación con sus tías (las hadas que la cuidaban), a ellas se les escapa la verdad sobre su origen y el papel de Maléfica en la maldición. Con el corazón roto por la verdad, Aurora enfrenta a Maléfica y se va por su propia cuenta, corriendo y cabalgando con un caballo al castillo del Rey Stefan, su padre.
El Rey Stefan recibe a Aurora aterrado ya que regresó antes de tiempo al castillo y la encierra en su habitación hasta que pase el crepúsculo del sol en su cumpleaños. Sin embargo, la maldición se afianza y Aurora es conducida hasta las mazmorras del sótano del castillo, dónde se pincha el dedo con el huso de una vieja rueca, haciendo que así se cumpla el hechizo del hada. Maléfica, al haber fallado en la protección de la maldición, se cuela en el castillo con el príncipe Phillip (Brenton Thwaites), un joven que se enamora de Aurora mientras se topa con ella en el bosque cuando se dirigía al castillo, esperando que éste sea la solución de la maldición de su hechizo. El beso del príncipe no funciona y Maléfica se disculpa por lo que ha hecho a la princesa dormida, jurando que no le pasará nada y la besa en la frente. Aurora despierta, acto que deja perplejo a Diaval ya que solo un beso de amor verdadero podría romper la maldición, mismo amor que Maléfica sintió por Aurora a través de los años. Aurora perdona a Maléfica y reafirma su deseo de vivir con ella en el Páramo.
Sin embargo, mientras intentan huir del castillo, Maléfica es capturada en el salón del trono por el desquiciado Rey Stefan con una red de hierro; sin tener ninguna salida y en un acto de desesperación convierte a Diaval en un dragón para que luche contra los soldados del castillo. Aurora es sacada del salón del trono y halla la habitación donde su padre había encerrado las alas de Maléfica en una urna de cristal, las cuales logra liberar. Maléfica es casi asesinada por Stefan, vestido con una armadura hecha enteramente de hierro, hasta que finalmente recupera sus alas y posteriormente inicia una batalla con el rey. Maléfica consigue derrotar al rey en la cima de una torre afirmando que la batalla ha terminado pero Stefan no queriendo aceptar la derrota ataca a Maléfica y juntos caen en una muerte segura desde lo alto de la torre, pero Maléfica consigue liberarse de las manos de Stefan mientras que este cae a su muerte.
Después de ello, Aurora es nombrada por Maléfica como la reina de los humanos y también como reina del Páramo, consiguiendo la unificación de los dos reinos para siempre, mientras el príncipe Phillip, que está a su lado y totalmente enamorado de ella, la observa. Maléfica se vuelve junto con Diaval y ambos se alzan en vuelo al cielo, y la narradora de la historia se revela como Aurora, quien afirma que esa es la verdadera historia, ya que ella fue aquella famosa princesa que por muchos años llamaron "La Bella Durmiente".

## Reparto
- Angelina Jolie como Maléfica.
- Elle Fanning como la Princesa Aurora, la Bella Durmiente.
- Vivienne Jolie-Pitt como la Princesa Aurora de niña.
- Sharlto Copley como el Rey Stefan.
- Hannah New como la Reina Flor.
- Brenton Thwaites como el Príncipe Phillip.
- Sam Riley como Diaval, el cuervo.
- Imelda Staunton como Knotgrass, el hada rosa.
- Juno Temple como Thistlewit, el hada verde.
- Lesley Manville como Flittle, el hada azul.
- Kenneth Cranham como el Rey Henry, el padre de la Princesa Flor.
- Isobelle Molloy como Maléfica de niña.

## Producción
Angelina Jolie se había unido desde hace mucho tiempo (mayo de 2011) al proyecto, cuando Tim Burton había planeado tentativamente dirigir la película, pero luego optó por no hacerlo. Linda Woolverton fue la encargada de escribir el guion de la película. Luego, el 6 de enero de 2012, Disney anunció que Robert Stromberg, el diseñador de producción de Alicia en el País de las Maravillas y Oz el Poderoso, dirigiría la película. Joe Roth, Don Hahn y Richard D. Zanuck fueron contratados como productores, aunque Zanuck murió más tarde.  Roth dijo que la película no se habría hecho si Angelina Jolie no hubiera aceptado tomar el papel de Maléfica... "Ella parecía la única persona que podía hacer el papel de Maléfica, no tenía sentido en la toma de la película si no era ella".

### Guion
El guion original de Linda Woolverton difiere significativamente con la película final. Por ejemplo, en el guion original, Stefan era el hijo bastardo del Rey Enrique; también los personajes de la Reina Ulla y el Rey Kinloch, la reina de las hadas y el rey de los moros respectivamente, además de ser la tía y el tío de Maléfica. Miranda Richardson y Peter Capaldi fueron elegidos para interpretar tales personajes, grabaron sus escenas, pero fueron borradas en el proceso de edición junto con más de 15 minutos del inicio de la película. El director, Robert Stromberg, dijo al respecto que... "Originalmente nos pasamos un poco más de tiempo en el mundo de las hadas, que en el mundo humano... terminamos cortando algunas partes... fue alrededor de una hora y quince minutos, queríamos conseguirlo en menos de dos horas, así que cortar unos quince minutos fue el primer paso... después tuvo que ser cosida con algunas tomas muy básicas".

### Música
James Newton Howard fue contratado para la película en octubre de 2012. El 20 de enero de 2014 se anunció que la artista Lana Del Rey grabaría una versión de Once Upon A Dream de la película de 1959 La Bella Durmiente para que fuera el tema principal de Maléfica. La cantante fue elegida por la propia Angelina Jolie. El sencillo fue lanzado el 26 de enero de 2014 y se puso a disposición de forma gratuita por un tiempo limitado a través de Google Play.

Toda la música compuesta por James Newton Howard (Canciones 1–22). 
| Maleficient (Original Motion Picture Soundtrack) |                           |               |          |  |
| N.º                                              | Título                    | Intérprete(s) | Duración |  |
| 1.                                               | «Maleficent Suite»        |               | 6:38     |  |
| 2.                                               | «Welcome to the Moors»    |               | 1:05     |  |
| 3.                                               | «Maleficent Flies»        |               | 4:39     |  |
| 4.                                               | «Battle of the Moors»     |               | 4:58     |  |
| 5.                                               | «Three Peasant Women»     |               | 1:04     |  |
| 6.                                               | «Go Away»                 |               | 2:26     |  |
| 7.                                               | «Aurora and the Fawn»     |               | 2:28     |  |
| 8.                                               | «The Christening»         |               | 5:30     |  |
| 9.                                               | «Prince Philip»           |               | 2:29     |  |
| 10.                                              | «The Spindle's Power»     |               | 4:35     |  |
| 11.                                              | «You Could Live Here Now» |               | 2:26     |  |
| 12.                                              | «Path of Destruction»     |               | 1:47     |  |
| 13.                                              | «Aurora in Faerieland»    |               | 4:41     |  |
| 14.                                              | «The Wall Defends Itself» |               | 1:06     |  |
| 15.                                              | «The Curse Won't Reverse» |               | 1:21     |  |
| 16.                                              | «Are You Maleficent?»     |               | 2:10     |  |
| 17.                                              | «The Army Dances»         |               | 1:28     |  |
| 18.                                              | «Phillip's Kiss»          |               | 2:20     |  |
| 19.                                              | «The Iron Gauntlet»       |               | 1:35     |  |
| 20.                                              | «True Love's Kiss»        |               | 2:33     |  |
| 21.                                              | «Maleficent Is Captured»  |               | 7:42     |  |
| 22.                                              | «The Queen of Faerieland» |               | 3:25     |  |
| 23.                                              | «Once Upon a Dream»       | Lana Del Rey  | 3:20     |  |

## Promoción
El 10 de agosto de 2013, como parte del panel mundial de películas de acción en vivo del 2013 Disney D23 Expo en el Centro de Convenciones de Anaheim en Anaheim, California, Disney dio a conocer su primer avance de Maléfica, al revelar el nuevo logo  y un clip de un minuto de la película. Angelina Jolie hizo una visita sorpresa a la feria y conversó con los asistentes acerca de su fascinación por Maléfica, la famosa villana de "La Bella Durmiente" de Disney cuando era niña, su experiencia de trabajo con los directores de  la película, y su amor hacia Disney. También comentó sobre cómo asustó a niñas pequeñas cuando estaba vestida, maquillada y actuando durante la filmación, lo que llevó a la decisión de contratar a su hija con Brad Pitt, Vivienne Jolie-Pitt, para el papel de la joven princesa Aurora, la Bella Durmiente, de niña pequeña porque ella era la única niña que no tendría miedo de ver a su propia madre vestida de Maléfica durante el rodaje de la película.
Walt Disney Pictures lanzó el póster de Maléfica el 12 de noviembre de 2013, con Angelina Jolie con un traje y maquillaje que recuerdan al personaje de la película original. El primer tráiler fue lanzado al día siguiente, el 13 de noviembre.

## Recepción
Maléfica recibió reseñas mixtas de los críticos especializados. La película tiene un índice de aprobación del 53% en el sitio web agregador de reseñas Rotten Tomatoes, basado en 261 reseñas, con un puntaje promedio de 5.73/10. El consenso crítico del sitio web indica: "El rendimiento magnético de Angelina Jolie eclipsa los deslumbrantes efectos especiales de Maléfica; desafortunadamente, la película a su alrededor no justifica todo ese esfuerzo impresionante". En Metacritic, la película tiene una calificación de 56 de 100, basada en 44 reseñas, que indican "reseñas mixtas o promedio".
Michael Philips, de Chicago Tribune, le dio a la película dos estrellas y media, comentando que la reciente "fórmula" de que "un nuevo ángulo que aparece a la luz sobre un conocido cuento de hadas "funciona" con Maléfica. También dijo que la película "se trata de dudas", ya que Maléfica "pasa gran parte de la película como el hada madrina conflictiva de Aurora". Phillips elogió particularmente la actuación de Jolie y Elle Fanning, el maquillaje de Rick Baker (por la "mirada angular y aserrada" de Jolie), pero criticó la partitura musical "floja y agresiva" de James Newton Howard. Robbie Collin de The Daily Telegraph escribió: "Esta reinvención de Disney de la Bella Durmiente carece de verdadero encanto, pero Angelina Jolie salva el día". Richard Roeper, del Chicago Sun-Times, se sintió más negativo, asignándole una calificación D. Aunque Roeper elogió las imágenes visuales, criticó la actuación y el guion, afirmando que "la historia en sí misma podría ponerlo a uno mismo en el mismo tipo de coma que le sucede a la heroína". Sin embargo, algunos como Stella Morabito de The Federalist, criticaron la película por su representación negativa de los hombres. Según Morabito, "Maléfica carece de siquiera un solo personaje masculino complejo". Morabito también criticó la película por retratar a Maléfica como un héroe.

## Secuela
El 3 de junio de 2014, Angelina Jolie habló sobre la posibilidad de una secuela. El 15 de junio de 2015, Disney anunció la secuela con Linda Woolverton regresando para escribir el guion y Joe Roth para producir la película. El 26 de abril de 2016, se confirmó que Angelina Jolie repetirá de nuevo su papel como Maléfica.